# Liste der Burgen und Schlösser im Kanton Zug
Die Liste der Burgen und Schlösser im Kanton Zug zeigt alle Burgen und Schlösser im Kanton Zug auf.
Im Kanton Zug befinden sich weniger als ein Dutzend Burgen und Schlösser. Zwei sind nur noch im Stand von Burgruinen, die anderen Anlagen sind noch erhalten, aber meist nicht öffentlich zugängig, da sie im Privatbesitz sind. Nur die zwei Ruinen und das Museum der Burg Zug sind für die Öffentlichkeit zugänglich. Das Neue Schloss Buonas wurde 1979 abgebrochen. Neben den Schlössern und Burgen gibt es noch das Gut Aabach im Kanton Zug.
Die Informationen wurden den Artikeln entnommen oder sind referenziert.

## Erklärung zur Liste
- Name: Betitelt den (oder die) offiziellen Namen der Anlage.
- Ortschaft: Heutige Gemeinde in der die Anlage steht.
- Jahr: Gibt das Baujahr oder den Erbauungszeitraum an. Bei vielen Anlagen ist diese Angabe nicht bekannt oder ungenau und es können nur etwaige Zeiträume der Entstehung benannt werden.
- Typ: Es werden folgende Bauwerkstypen unterschieden: Burg, Schloss oder Stadtpalais
- Zustand: Zeigt an, in welchem Zustand sich die Anlage befindet. Es wird unterschieden nach «erhalten», «Ruine» oder «Burgstall»
- Zutritt: Weist aus, ob das Gebäude öffentlich zugänglich ist.
- Bild: Zeigt wenn möglich ein markantes Bild der Anlage.
- Bemerkenswertes: Nennt eine Besonderheit zur Anlage.

Hinweis: Die Liste ist sortierbar: durch Anklicken eines Spaltenkopfes wird die Liste nach dieser Spalte sortiert, zweimalige Anklicken kehrt die Sortierung um. Durch das Anklicken zweier Spalten hintereinander lässt sich jede gewünschte Kombination erzielen.

## Liste
| Name                                                                                   | Ortschaft        | Jahr          | Typ                                                    | Zustand     | Zutritt   | Bild                                           | Bemerkenswertes |
| -------------------------------------------------------------------------------------- | ---------------- | ------------- | ------------------------------------------------------ | ----------- | --------- | ---------------------------------------------- | --- |
| Schloss Buonas (Lage: 47° 8′ 24″ N, 8° 28′ 15″ O)                                      | Buonas bei Risch | 1071          | Schloss                                                | erhalten    | teilweise | Schloss Buonas                                 | Hier begann die Geschichte der Schweizergarde. 1478 brannte die Burg ab, ein neues Schloss wurde errichtet. Heute befindet sich hier ein Ausbildungszentrum von Roche. |
| Neues Schloss Buonas                                                                   | Buonas bei Risch | 1877          | Schloss                                                | abgebrochen |           | Villa Neues Schloss Buonas                     | 1873–1877 errichtet in einem Landschaftspark. 1979 trotz Widerstand abgerissen und durch eine moderne Villa ersetzt. |
| Schloss Freudenberg (Lage: 47° 9′ 16″ N, 8° 27′ 20″ O)                                 | Rotkreuz         | 1933          | Schloss                                                | erhalten    | nein      | Schloss Freudenberg                            | Margaret Thatcher verbrachte als Gast von Lady Glover einen Sommerurlaub auf dem Anwesen und pflanzte hier mit Hilfe von Russell Page einen Baum und Hans Kollhoff betrieb ein Atelier hier. |
| Burg Hünenberg (Lage: 47° 10′ 22″ N, 8° 25′ 26″ O)                                     | Hünenberg        | 1173          | Burg                                                   | Ruine       | ja        | Burg Hünenberg                                 | Die Burg brannte schon zwei Mal ab, nämlich im 12. Jahrhundert und um 1200. |
| Kreuelburg (Lage: 47° 11′ 39″ N, 8° 31′ 36″ O)                                         | Baar             | 1633–1654     | Schloss (Landvogtschloss)                              | erhalten    | ja        |                                                | Sitz des Landvogts Rudolf Kreuel; hohes Steinhaus der frühen Neuzeit mit jüngerer Hofmauer. Angelehnt ein burgähnlicher kleiner Bau mit Zinnen und Torbogen mit Bürgerwappen |
| Schloss St. Andreas (Lage: 47° 10′ 44″ N, 8° 27′ 59″ O)                                | Cham             | um 1350       | Schloss                                                | erhalten    | nein      | Schloss St. Andreas                            | Während der Besetzung der Schweiz durch die Franzosen (1798–1815) wurde das Schloss als Pferdestall und Gefangenenlager gebraucht. |
| Schloss St. Karlshof (Salesianum) (Lage: 47° 9′ 17″ N, 8° 30′ 41″ O)                   | Zug              | 1570–1769     | Stadtpalais                                            | erhalten    | ja        | Schloss St. Karlshof, heute Salesianum genannt | Barockes Stadtpalais aus drei Gebäudeteilen und einer zuerst errichteten Kapelle. Ratsherrensitz von Johann Kaspar Lutiger; 1841 wurde hier von Alberich Zwyssig der Schweizerpsalm komponiert; 1898 von den Menzinger Schwestern gekauft und nach der ersten Leiterin heute als Salesianum bekannt, im 20. und 21. Jahrhundert in verschiedener Nutzung. |
| Burg Wildenburg (Lage: 47° 10′ 36″ N, 8° 33′ 27″ O)                                    | Baar             | 1309          | Burg                                                   | Ruine       | ja        | Burg Wildenburg                                | Als die Burg ab dem 16. Jahrhundert dem Zerfall überlassen wurde, wurde sie als Steinbruch genutzt. |
| Burg Zug (Lage: 47° 9′ 55″ N, 8° 31′ 0″ O)                                             | Zug              | um 1100       | Burg                                                   | erhalten    | ja        | Burg Zug                                       | Die Burg diente Zuger Familien als repräsentativer Wohnsitz und beherbergt heute das kulturgeschichtliche Museum von Stadt und Kanton Zug. |
| Schloss Zurlaubenhof (St. Konradshof oder Schildhof) (Lage: 47° 9′ 43″ N, 8° 31′ 0″ O) | Zug              | 1597 bis 1621 | Stadtpalais (schlossgleiches Herrenhaus auf Herrengut) | erhalten    | nein      | Schloss Zurlaubenhof                           | Eines der zwei Stammhäuser des Zuger Patriziergeschlechts der Zurlauben (im Besitz bis 1799); danach der Boppard. Herrenhaus mit Treppenturm und steilem Satteldach. Domänenhof mit eigener Kapelle. Kl. Wehrturm mit Schießscharten. 1970 renoviert. Je zum 1. August zu besichtigen.                                                                    |

## Bemerkungen und Einzelnachweise
1. 1 2  erstmals urkundlich erwähnt
2. ↑  Schloss Kreuelburg. swisscastles.ch; abgerufen am 15. November 2020

- Karte mit allen Koordinaten:
- OSM |
- WikiMap